# Raymond C. Bushland
Raymond Cecil Bushland (* 5. Oktober 1910 in Minnesota; † 29. Januar 1995 in Kerrville, Texas) war ein US-amerikanischer Entomologe, bekannt für die Entwicklung der Sterile-Insekten-Technik zur Schädlingsbekämpfung (Sterile Insect Technique, SIT) mit Edward F. Knipling.

## Leben und Werk
Bushland wuchs in South Dakota auf und studierte Zoologie und Entomologie an der University of South Dakota mit dem Master-Abschluss 1934. Danach war er als Entomologe in der Forschungsabteilung des Landwirtschaftsministerium der Vereinigten Staaten (USDA) in Dallas und ab 1937 in Menard in Texas tätig, wo er Knipling kennenlernte und mit ihm über die Neuwelt-Schraubenwurmfliege (Cochliomyia hominivorax) forschte. Deren Larve parasitiert in Rindern und verursachte große Verluste in der US-Landwirtschaft.
Das Team entwickelte nach dem Zweiten Weltkrieg die Sterile-Insekten-Technik. Sie testeten ihre Methode auf Sanibel Island und konnten die Neuwelt-Schraubenwurmfliege dort durch die SIT fast ausrotten. Die Methode wurde auch erfolgreich 1954 auf Curacao getestet und kontrollierte den Parasiten in den 1960er und 1970er Jahren in Teilen der USA. 1958 wurde die Fliege in Florida ausgerottet und bis Anfang der 1960er Jahre im ganzen Südwesten der USA. In den 1980er Jahren wurde die Technik erfolgreich in Mittelamerika eingesetzt, wobei in Panama eine Barriere gegen Neuinfektion aus Südamerika errichtet wurde. Sie wurde später auch bei anderen Fliegen erfolgreich angewandt, etwa den Tsetsefliegen. Bushland forschte auch im Zweiten Weltkrieg in Neuguinea und den Philippinen über die Bekämpfung von Läusen, die Fleckfieber verbreiten.
Bushland war Direktor des Schraubenwurm-Labors in Kerrville (Texas). 1974 ging er in den Ruhestand.

## Ehrungen
Für seine Arbeiten am Fleckfieber erhielt Bushland 1949 erhielt den US Typhus Commission Award. 1967 erhielt er den Distinguished Service Award des USDA für seine Arbeiten an der Sterile-Insekten-Technik. 1992 wurde er mit Knipling mit dem Welternährungspreis ausgezeichnet. 
1999 wurde die Knipling-Bushland Southwest Animal Research Foundation an der Texas A&M University gegründet.